# Liopropoma
Liopropoma es un género de meros, grandes peces marinos.

## Especies
Actualmente se reconocen 31 especies:
- Liopropoma aberrans Poey, 1860
- Liopropoma africanum J. L. B. Smith, 1954
- Liopropoma aragai J. E. Randall & L. R. Taylor, 1988
- Liopropoma aurora D. S. Jordan & Evermann,1903
- Liopropoma carmabi J. E. Randall, 1963
- Liopropoma collettei J. E. Randall & L. R. Taylor, 1988
- Liopropoma danae Kotthaus, 1970
- Liopropoma dorsoluteum Kon, Yoshino & Sakurai, 1999
- Liopropoma emanueli Wirtz & Schliewen, 2012
- Liopropoma erythraeum J. E. Randall & L. R. Taylor, 1988
- Liopropoma eukrines Starck & Courtenay, 1962
- Liopropoma fasciatum W. A. Bussing, 1980
- Liopropoma flavidum J. E. Randall & L. R. Taylor, 1988
- Liopropoma incomptum J. E. Randall & L. R. Taylor, 1988
- Liopropoma japonicum Döderlein (de), 1883
- Liopropoma latifasciatum S. Tanaka (I), 1922
- Liopropoma lemniscatum J. E. Randall & L. R. Taylor, 1988
- Liopropoma longilepis Garman, 1899
- Liopropoma lunulatum Guichenot, 1863
- Liopropoma maculatum Döderlein (de), 1883
- Liopropoma mitratum Lubbock & J. E. Randall, 1978
- Liopropoma mowbrayi Woods & Kanazawa, 1951
- Liopropoma multilineatum J. E. Randall & L. R. Taylor, 1988
- Liopropoma olneyi Baldwin & G. D. Johnson, 2014[1]
- Liopropoma pallidum Fowler, 1938
- Liopropoma randalli Akhilesh, Bineesh & W. T. White, 2012
- Liopropoma rubre Poey, 1861
- Liopropoma santi Baldwin & D. R. Robertson, 2014[2]
- Liopropoma susumi D. S. Jordan & Seale, 1906
- Liopropoma swalesi Fowler & B. A. Bean, 1930
- Liopropoma tonstrinum J. E. Randall & L. R. Taylor, 1988